# Marineland (Flórida)
Marineland é uma vila localizada no estado americano da Flórida, nos condados de Flagler e St. Johns. Foi incorporada em 1940.

## Geografia
De acordo com o United States Census Bureau, a vila tem uma área de 0,7 km², onde todos os 0,7 km² estão cobertos por terra.

### Localidades na vizinhança
O diagrama seguinte representa as localidades num raio de 24 km ao redor de Marineland.

## Demografia
Segundo o censo nacional de 2010, a sua população é de 16 habitantes e sua densidade populacional é de 22,9 hab/km². É a localidade menos populosa do condado de Flagler e St. Johns, ainda que, em 10 anos, tenha tido o maior crescimento populacional desses condados. Possui 15 residências, que resulta em uma densidade de 21,4 residências/km².